# ガブリエル・ヤレド
カブリエル・ヤレド（Gabriel Yared、1949年10月7日 - ）は、レバノン・ベイルート出身のフランスの作曲家である。「Yared」はフランス名ではなく、「d」も無音にならないので、フランス発音でも「Fred」などと同じにヤレ（ッ）ドである。

## 略歴
フランスで音楽を学び、ブラジルの歌曲コンクールで優勝。その後、シャンソンの作曲家・アレンジャー・オーケストレーターとして活躍を始め、ジャック・デュトロン、フランソワーズ・アルディ、ミレイユ・マチュー、サシャ・ディステル、ジルベール・ペコーらフランスを代表する歌手たちのレコーディングに携わる。
映画では、彼らが出演したクロード・ルルーシュ作品の劇中歌などに携わってきたが、デュトロンがジャン＝リュック・ゴダールの映画『勝手に逃げろ/人生』（1979年）に主演した際、彼を推薦したことにより映画音楽のスコアも手掛けるようになる。
以来、ジャン＝ジャック・ベネックスの『溝の中の月』（1983年）、世界中で評判となった『ベティ・ブルー』（1986年）などを担当。フランス国外でも活動を始め、『イングリッシュ・ペイシェント』、『リプリー』、『コールド マウンテン』ではアンソニー・ミンゲラとコラボレーションを続け、それぞれオスカーにノミネートされた。
一方で、バレエ音楽も手掛け、ローラン・プティ振付けの『恋する悪魔』『クラヴィーゴ』や、カロリン・カールソンらの作品に音楽を提供している。
2010年のヨーロッパ映画賞で世界的貢献賞を授与された。音楽家の受賞はモーリス・ジャールに続き史上二人目。

## 映画作品
- 勝手に逃げろ/人生 Sauve qui peut (la vie) （1979年）
- 溝の中の月 La Lune dans le caniveau （1983年）
- ベティ・ブルー/愛と激情の日々 37°2 le matin （1986年）
- ニューヨーカーの青い鳥 Beyond Therapy （1987)
- カミーユ・クローデル Camille Claudel （1988年）
- ダニエルばあちゃん TATIE DANIELLE （1990年）
- ゴッホ Vincent & Theo （1990年）
- シェーラザード 新・千夜一夜物語 Les 1001 nuits （1990年）
- 愛人/ラマン L'Amant （1992年）
- IP5/愛を探す旅人たち IP5: L'île aux pachydermes （1992年）
- 心の地図 Map of the Human Heart （1993年）
- メランコリー Les Marmottes （1993年）
- WINGS OF COURAGE 勇気ある翼 Wings of Courage （1995年）
- イングリッシュ・ペイシェント The English Patient （1996年）
- 裸足のトンカ Tonka （1997)
- シティ・オブ・エンジェル City of Angels （1998年）
- メッセージ・イン・ア・ボトル Message in a Bottle （1999年）
- リプリー The Talented Mr. Ripley  （1999年）
- オータム・イン・ニューヨーク Autumn in New York （2000年）
- 2番目に幸せなこと The Next Best Thing （2000年）
- 抱擁 Possession （2002年）
- ボン・ヴォヤージュ Bon voyage （2003年）
- シルヴィア Sylvia （2003年）
- コールド マウンテン Cold Mountain （2003年）
- Shall We Dance? Shall We Dance? （2004年）
- 善き人のためのソナタ Das Leben der Anderen （2006年）
- こわれゆく世界の中で Breaking and Entering （2006年）
- 1408号室 1408 （2007年）
- アメリア 永遠の翼 Amelia （2009年）
- シャネル&ストラヴィンスキー Coco Chanel & Igor Stravinsky （2009年）
- ツーリスト The Tourist （2010年）
- 最愛の大地 In the Land of Blood and Honey （2011年）
- ロイヤル・アフェア 愛と欲望の王宮 En kongelig affære （2012年）
- 大統領の料理人 Les Saveurs du palais （2012年）
- テレーズ 情欲に溺れて In Secret (2013)
- THE PROMISE/君への誓い The Promise （2016年）
- ディリリとパリの時間旅行 Dilili à Paris （2018年）
- ジョン・F・ドノヴァンの死と生 The Death & Life of John F. Donovan （2018年）
- ジュディ 虹の彼方に Judy （2019年）